# Gurken-Magnolie
Die Gurken-Magnolie (Magnolia acuminata) ist eine Art aus der Gattung der Magnolien und gehört damit zur Familie der Magnoliengewächse (Magnoliaceae). Sie wächst als laubabwerfender Baum im Osten Nordamerikas, dort wird sie cucumber tree genannt. Der Name bezieht sich auf die unregelmäßig gekrümmten, ledrigen Früchte.

## Erscheinungsbild

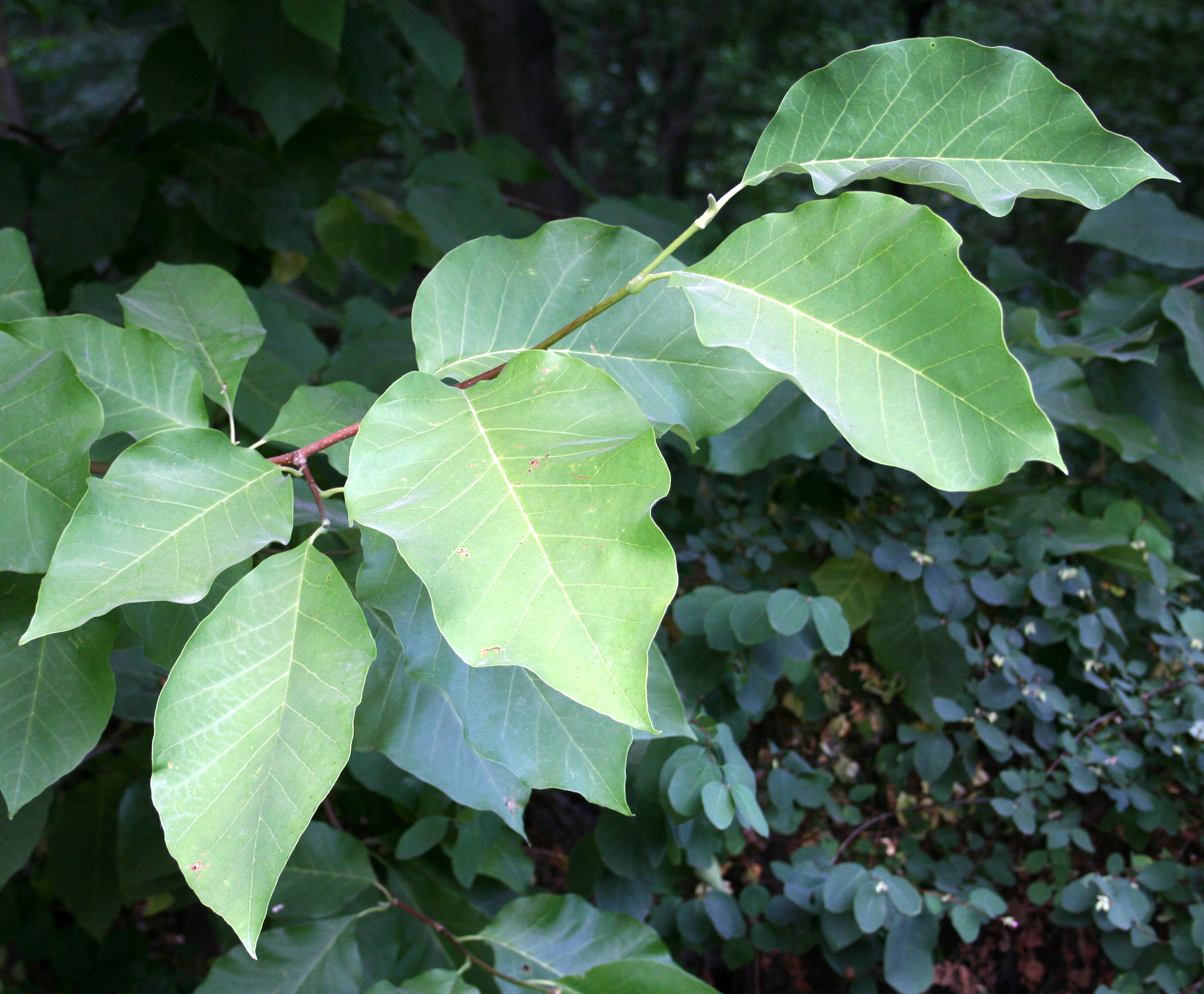
Blätter der Gurken-Magnolie (Magnolia acuminata).

Die Gurken-Magnolie ist ein sommergrüner Baum, der bis zu 24 Meter, in Ausnahmefällen bis zu 30 Meter hoch wird. Er hat eine gewölbte, pyramidal aufgebaute Krone, die aus aufrechten bis leicht abgespreizten Ästen besteht. Anders als bei der in Mitteleuropa häufig angepflanzten Tulpen-Magnolie ist bei dieser Magnolienart der Stamm schlank und gerade. Knospen und junge Zweige sind silbrig behaart, an älteren Ästen wird die dunkelgraue Rinde fein zerfurcht.
Die wechselständigen Blätter werden zehn bis 25 Zentimeter lang und vier bis 15 Zentimeter breit. Die Blattform ist elliptisch mit einer schlanken Spitze. Der Blattgrund ist keilförmig bis leicht herzförmig. Auf der Oberseite sind die Blätter von frischgrüner Farbe, unterseits hellgrün bis weißlich und manchmal behaart.
Die von April bis Juni zeitgleich mit den Blättern erscheinenden, leicht duftenden Blüten stehen einzeln an den Enden der Zweige und sind bis zu neun Zentimeter breit. Eine einzelne Blüte besteht aus drei äußeren, kurzen und grünen Tepalen und sechs weiteren, bläulich-grünen, hellgrünen, hellgelben oder gelb-orangen Blütenhüllblättern, die spiralig angeordnet sind. Die Blüten erreichen einen Durchmesser von 5 bis 10 Zentimetern. Im Zentrum befinden sich 60 bis 120 Staubblätter mit weißen Staubfäden sowie 40 bis 45 Stempel. Die entstehende Sammelbalgfrucht ist zuerst grün und färbt sich später rot. Weil nicht alle einzelnen Balgfrüchte Samen enthalten, sind die Früchte oft unregelmäßig geformt. Die Samen sind etwa 1 Zentimeter groß, herzförmig und von einer orange-roten Sarkotesta umgeben.

## Verbreitungsgebiet
Die Gurken-Magnolie hat ihr ursprüngliches Verbreitungsgebiet im Osten Nordamerikas, es deckt sich weitgehend mit dem Verlauf der Appalachen. Im Norden erreicht sie Ontario und ist damit die einzige Magnolien-Art, die in Kanada vorkommt. Im Süden reichen vereinzelte Vorkommen noch bis zum Golf von Mexiko, im Westen werden noch die Ozark-Berge besiedelt. Die Gurken-Magnolie ist bis zu einer Höhe von 1500 Metern anzutreffen. Das Klima ist temperiert und feucht, der Jahresniederschlag variiert im Verbreitungsgebiet zwischen 900 und 2000 mm, die Jahresdurchschnittstemperatur zwischen 7 °C und 18 °C.
Die besiedelten Böden sind nährstoffreich, tiefgründig und gut mit Wasser versorgt. Der pH-Wert liegt meist im sauren Bereich, aber auch Kalkböden werden vertragen. Auf trockenen oder staunassen Böden kommt diese Art nicht vor. Am häufigsten wächst sie an nordwärts oder nach Osten gerichteten Hängen.
Die Wälder werden von verschiedenen Eichen- und Hickory-Arten, von Rot- und Zucker-Ahorn dominiert. Weitere häufige Bäume sind der Tulpenbaum, Aesculus octandra und die Schwarznuss. Im Unterwuchs wachsen Sträucher wie Hamamelis virginiana, verschiedene Cornus- und Viburnum-Arten.

## Verwendung
Die Gurken-Magnolie wird gelegentlich in Parks oder Gärten als Ziergehölz kultiviert. Für diesen Zweck wurden auch einige Sorten ausgelesen, wichtiger ist sie allerdings als Kreuzungspartner, um gelb blühende Magnolien zu züchten.
- 'Elizabeth' – Magnolia acuminata × Magnolia denudata, eine der ersten gelb blühenden Magnolien im Handel, Blüten vor dem Laubaustrieb, cremeweiß bis hellgelb. Das zur Kreuzung verwendete Exemplar der Gurken-Magnolie hatte unauffällige grüne Blüten, überraschenderweise ergab die Kreuzung eine Pflanze mit gelben Blüten.
- 'Yellow Bird' – Magnolia 'Evamaria' × Magnolia acuminata, ebenfalls gelbe Blüten.
- Magnolia × brooklynensis – Magnolia acuminata × Magnolia liliiflora, die Kreuzung zwischen grün-gelb und violett blühenden Pflanzen ergibt manchmal seltsam bräunliche Blütenfarben, aber auch gelbe oder violette Blüten können vorkommen. Benannt nach dem botanischen Garten Brooklyn, wo diese Kreuzungen ab 1954 begonnen wurden.

Das Holz ist nicht beständig, relativ weich und mittelschwer, -hart, es wird gelegentlich im Möbelbau verwendet, im Handel wird es zusammen mit dem Holz des Tulpenbaums als Yellow poplar oder Cucumbertree vermarktet.
Die Cherokee- und Irokesen-Indianer nutzten die Rinde der Gurken-Magnolie als Medizin.

## Systematik
Die Pflanze wurde schon 1753 von Carl von Linné auf der Grundlage einer früheren Publikation von Mark Catesby als Varietät von Magnolia virginiana beschrieben. 1759 gab er sie als eigenständige Art an. Der Name acuminata bedeutet „zugespitzt“ und bezieht sich auf die Blattform.
Innerhalb der Gattung Magnolia wird die Gurken-Magnolie in die Untergattung Yulania, dort in die Sektion Yulania eingeordnet; sie ist der einzige Vertreter der Subsektion Tulipastrum. Alle anderen Arten aus der Sektion Yulania stammen aus Ostasien, wie die Yulan-Magnolie, die Purpur-Magnolie oder die Stern-Magnolie. Die Anzahl der Chromosomen beträgt 2n = 4x = 76, die Pflanzen sind also tetraploid. Im Verbreitungsgebiet gibt es eine beträchtliche Variationsbreite, etwa was die Behaarung, die Größe der Pflanzen oder die Blütenfarbe betrifft. Mehrere Varietäten wurden beschrieben, heute geht man allerdings davon aus, dass sich die Unterschiede nicht einzelnen Populationen zuordnen lassen. Besonders die Varietät subcordata (Spach) Dandy wird noch häufig genannt, sie soll sich durch gelbe Blüten, kleinere, etwa zehn Meter hohe Pflanzen und behaarte Blätter und Zweige unterscheiden. In der Flora of North America wird jedoch ausdrücklich erwähnt, die Gurken-Magnolie solle besser ohne innerartliche Taxa geführt werden.